# Gewciany
Gewciany (lit. Griaučionys) − wieś na Litwie, w rejonie wileńskim, 10 km na zachód od Bujwidzów, zamieszkana przez 5 ludzi. Przed II wojną światową w Polsce, w powiecie wileńsko-trockim województwa wileńskiego.